# Morton Subotnick
Morton Subotnick, né le 14 avril 1933 à Los Angeles, est un compositeur de musique électronique américain. Il est principalement connu pour Silver Apples of the Moon, la première œuvre de musique électronique accréditée par un label (Nonesuch Records). Il a longtemps enseigné au California Institute of the Arts.

## Biographie
Subotnick a cofondé le San Francisco Tape Music Center en 1962 avec Ramon Sender. Il a beaucoup travaillé avec sa femme Joan La Barbara. Il a eu deux fils, Steven Subotnick et Jacob Subotnick, et une fille, Tamara Winer. Il a notamment eu Ingram Marshall, Mark Coniglio et Lois V Vierk comme étudiants.
Silver Apples of the Moon est remarquable car Subotnick a été un des premiers compositeurs à travailler avec le concepteur d'instruments électroniques Don Buchla ; le synthétiseur modulaire de Buchla, qu'il appelait l'Electric Music Box et qui a été en partie conçue sur des suggestions de Subotnick et Sender, était à la fois plus souple et plus facile d'utilisation que les techniques d'alors (notamment la manipulation de bande magnétique ou tape splicing).
À une époque où la musique électronique était principalement abstraite, s'occupant surtout de la hauteur et du timbre des sons, et considérant le rythme comme secondaire ou sans impact, évitant les motifs rythmiques, Subotnick s'est coupé des avant-gardistes académiques en incluant des passages contenant des rythmes réguliers. Son énergie rythmique explique peut-être que Silver Apples of the Moon et The Wild Bull (une autre œuvre accréditée par Nonesuch, datant de 1968) ont été par la suite chorégraphiés par des troupes de danseurs dans le monde entier.

## Œuvres
- Silver Apples of the Moon (1967)
- The Wild Bull (1968)
- Touch (1969)
- Sidewinder (1971)
- Four Butterflies (1973)
- Until Spring (1975)
- A Sky of Cloudless Sulfur (1978)
- The Key to Songs (1985)
- Gestures (1999-2001)